# 法蘭西斯·哈維
法蘭西斯·約翰·威廉·哈維（英語：Francis John William Harvey）少校，VC（1873年4月29日—1916年5月31日）是第一次世界大戰期間英國皇家海軍陸戰隊軍官，因在面對英國和英聯邦部隊敵人時的英勇表現和在日德蘭海戰間的事蹟，死後追授最高軍事勳獎——维多利亚十字勋章。哈維出生於軍人世家，其家族已在英國皇家海軍陸戰隊服役了一段時間。他在服役期間成為艦炮專家，並在數艘大型戰艦上擔任炮術訓練官和艦炮指揮官，後又特別申請在戰鬥巡洋艦艦隊的旗艦獅子號上服役，參與了黑爾戈蘭灣海戰、多格爾沙洲海戰和日德蘭海戰。
日德蘭海戰時，哈維所在的狮子号战列巡洋舰遭德舰击中，哈维自己也因砲火身受重傷，但他奋不顾身地下令注水淹沒獅子號戰艦Q砲塔的弹药庫，從而避免了儲存在該處、數以噸計的線狀無煙火藥爆炸，全舰官兵因此得以幸存。雖然他不久後就因傷死亡，但他臨死前的行為拯救了一千多條生命。时任英国海军大臣的溫斯頓·丘吉爾後來如此評論：「在漫長、崎嶇而輝煌的皇家海軍陸戰隊歷史中，沒有任何一个人、任何一次行动的品质和結果比這更为出众。」

## 家世
法蘭西斯·哈維于1873年出生在肯特郡上錫德納姆的一個軍人世家。他的曾曾祖父約翰·哈維（1740年出生）是第一次反法同盟時期的英國皇家海軍上校，在1794年6月1日海戰中傷重身亡。其曾曾祖父的兩個兒子也活躍於皇家海軍，長子約翰·哈維（1772年出生）後來官拜海軍上將，並在1815年獲授巴斯勳章，次子愛德華·哈維（法蘭西斯的曾祖父）則陞任海軍中將，於1861年獲授巴斯勳章。愛德華·哈維的其中一個兒子也名為約翰·哈維（生卒年不詳，法蘭西斯的祖父），在1840年代曾經擔任第44步兵團和第9步兵團上校。法蘭西斯的父親約翰·威廉·法蘭西斯·哈維（John William Francis Harvey）則在1842年出生，在第二次鴉片戰爭期間於暴怒號護衛艦服役，於1873年陞為海軍中校。法蘭西斯的母親是伊利沙伯·愛德華·拉文頓·哈維（Elizabeth Edwards Lavington Harvey，原姓佩妮）。

## 艦砲教官
1884年，法蘭西斯·哈維隨家人搬到南海城並入讀樸茨茅斯文法學校。他成績優異，在語言、辯論方面十分娴熟。哈維在畢業後決定從軍，他同時獲得桑赫斯特陸軍學院和格林威治皇家海軍學院取錄，最後選擇到格林威治成為海軍陸戰隊的軍官。1892年，哈維從軍校畢業，翌年成為中尉，派到野火號訓練艦進行航海訓練。一年後哈維調回岸上，赴優異號訓練艦參加艦砲射擊課程，並在1896年取得海軍艦砲射擊一級教官的資格。隨後哈維在1897年6月8日派到輝騰號巡洋艦擔任教官。該艦當時在德文港重新服役，預備到太平洋執勤。他曾在1898年因发表一份关于聖地牙哥灣的報告而获得海軍部的嘉奖。哈维在同年回到家鄉，並在普利茅斯分部擔任艦砲射擊的助理教官。在這段期間他迎娶了埃塞爾·埃迪，两人育有一子約翰。
第一次世界大戰前，哈維先後在多艘軍艦擔任艦砲教官。他在1898至1904年間派到愛德格號裝甲巡洋艦和冠冕號裝甲巡洋艦，並在1900年1月28日晉升為上尉。1903年至1909年，哈維先後調到君權號戰列艦、愛丁堡公爵號裝甲巡洋艦、聖喬治號裝甲巡洋艦和不屈號戰鬥巡洋艦，其主要任務是指導海峽艦隊的主力艦使用重砲。1910年，哈維就任查塔姆造船廠的炮术教官，翌年晉升為少校。炮术学院的一份報告指「查塔姆的炮术部门在整体訓練和注重細節上均表现出极高的效率，這得歸功於所有有關人士，特別是炮术教官F.J.W.哈維少校」。
上述的報告使哈維成為了獅子號戰鬥巡洋艦上的高級海軍陸戰隊軍官。獅子號的排水量達27,000噸，是當時英國戰列巡洋艦隊的旗艦。狮子号搭載4座雙聯裝13.5英寸（343）主炮炮塔，哈維駐守位于舰舯的Q砲塔下方的射擊指揮室，负责指揮砲塔旋转和開火。在獅子號新艦長戴維·貝蒂少將指挥下，哈維以高級海軍陸戰隊軍官的身份參加了他的第一次戰爭——第一次世界大戰。

## 第一次世界大戰

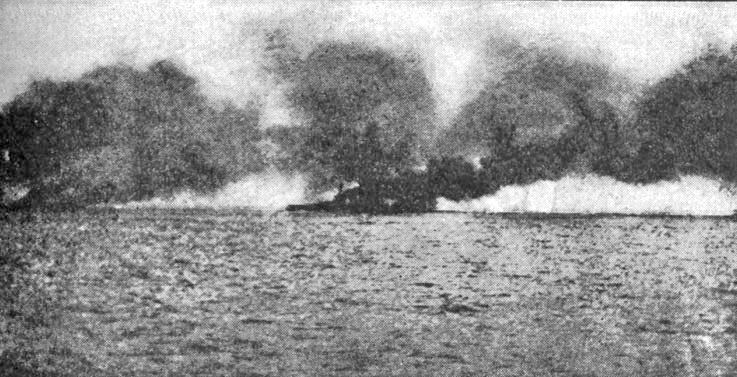
在日德蘭海戰中燃燒的獅子號

哈維參與的第一場戰役是黑爾戈蘭灣海戰。1914年8月28日上午，英德海軍在黑爾戈蘭灣爆發激戰。獅子號、瑪麗皇后號戰鬥巡洋艦和長公主號戰鬥巡洋艦組成的小艦隊在下午進入戰場增援，並且擊沉德軍旗艦科隆號巡洋艦和阿里阿德涅號巡洋艦。德國海軍少將列博萊希特·馬斯和麾下超過1,000名水兵死亡。哈維指揮的Q砲塔曾在海戰中多次命中目標。
哈維參與的第二場戰役是多格爾沙洲海戰。幾個月前，弗朗茲·馮·希佩爾的德國巡洋艦小艦隊已越過北海並砲擊了好幾個英國沿海城市。1915年1月24日，德國巡洋艦再度嘗試砲擊英國，但行蹤卻被英國情報分析破譯。英國海軍部於是派貝蒂的艦隊前往攔截，雙方在上午9時遭遇。獅子號雖然在海戰中擊毀塞德利茨號其中一個砲塔，但自身卻受到德軍艦隊接連砲擊，最終引擎損毀，被迫撤離戰場。英軍也因為溝通錯誤而錯失追擊機會，令德軍最後只損失了布呂歇爾號裝甲巡洋艦。獅子號返國維修期間，哈維繼續留在艦上訓練砲手，直到日德蘭海戰爆發為止。
多格爾沙洲海戰後不久，哈維寫了一封信給俄里翁號上的皇家海軍陸戰隊輕步兵战友，和他们分享他的經驗：
|  | 在炮塔內参与战斗的人不用受風吹雨打之苦，我的主要感覺是“好奇”，同時摻雜著即使別人突然遭受不幸，自己也不會受傷的想法。但是，不容置疑，如果有炮彈擊中我駐守的砲塔，它很可能長驅直入，送我上西天。 |

### 日德蘭

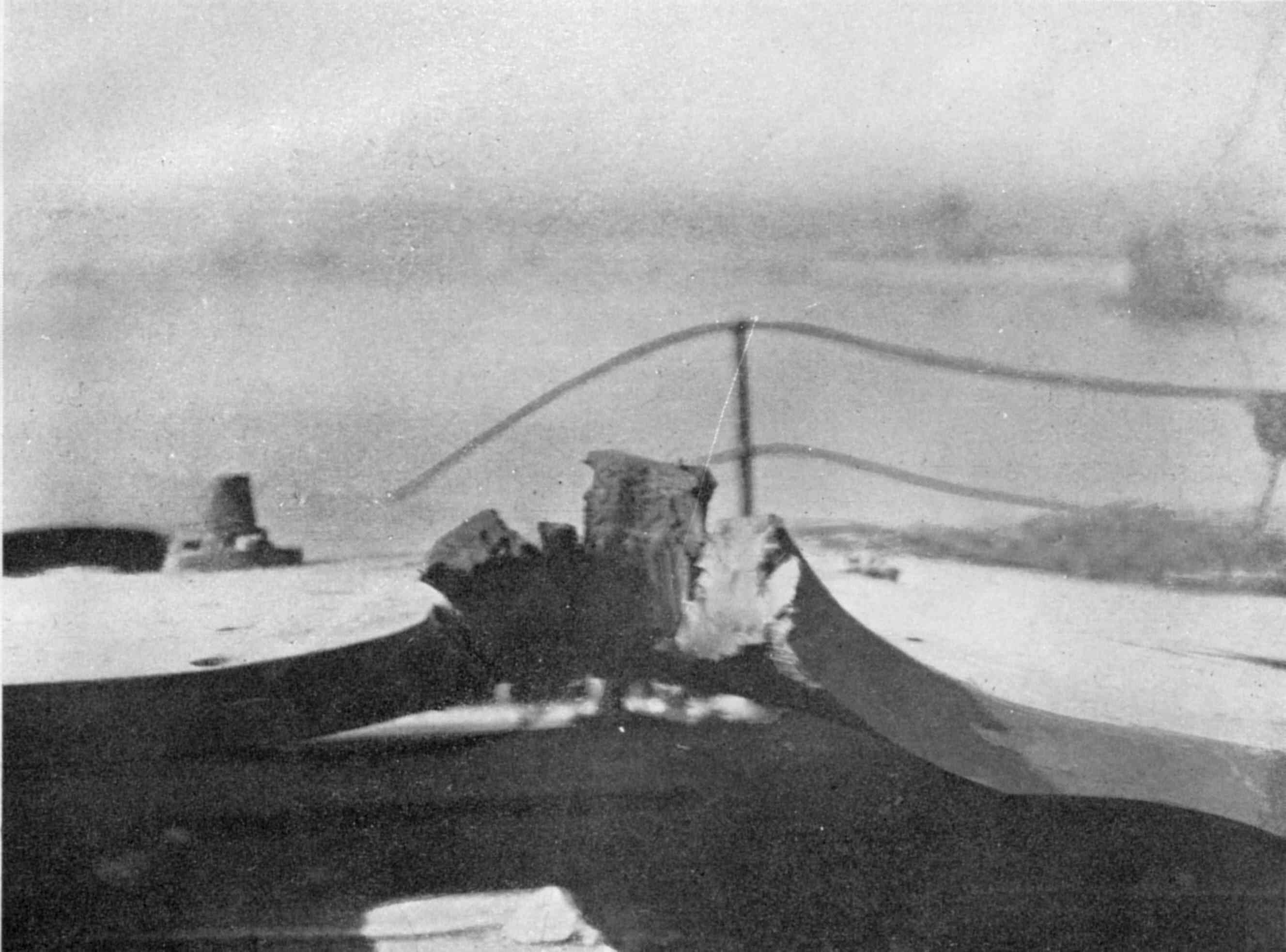
從Q砲塔前部拆下來的裝甲板，其與頂板的交接處的位置被擊穿。

1916年初，德國海軍利用戰鬥巡洋艦引誘英國支艦隊前來迎戰，不料情報遭到英軍破譯，英國海軍部動員全體主力到北海攻擊，在5月31日引發日德蘭海戰。當日中午，貝蒂的戰鬥巡洋艦率先進入戰場，並在14時15分發現希佩爾指揮的德軍先鋒艦隊，雙方同時預備攻擊。希佩爾已將德軍戰鬥巡洋艦排成一直綫，隨時準備用側舷齊射迎戰迫近的英軍艦隊。15時45分，英德艦隊進入對方射程，砲戰隨即展開。由於英軍艦隊背向陽光，軍艦剪影對比強烈，有助德軍計算射擊距離，從而令到英軍艦隊遭到精密砲擊。

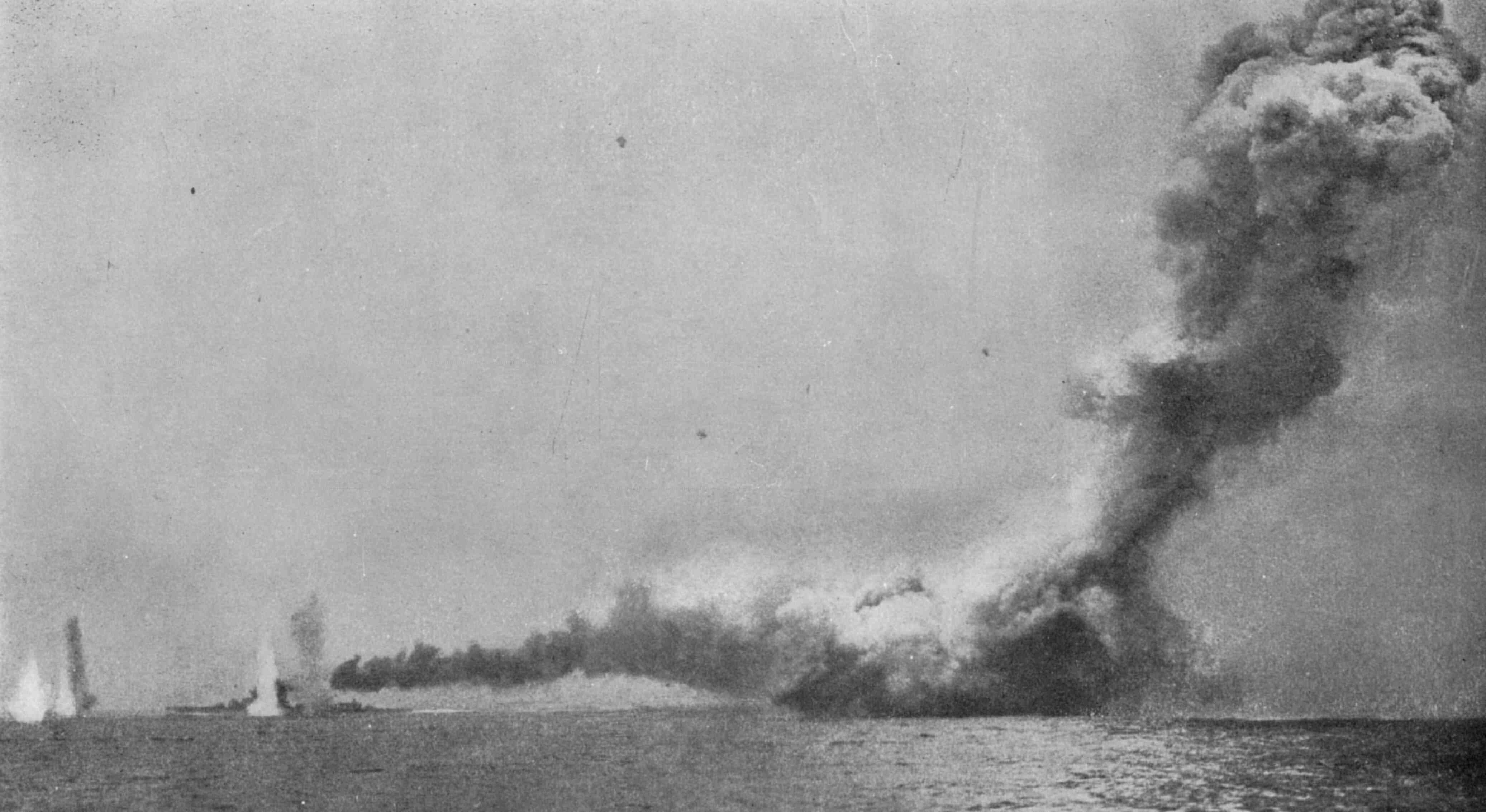
日德蘭海戰中的獅子號（左）和起火的瑪麗皇后號（右），相中可見德軍砲彈散落於獅子號四周。

獅子號在海戰爆發之初，就遭到九枚呂措號戰鬥巡洋艦發射的砲彈擊中，其中16時正的一枚砲彈擊中了哈維指揮的Q砲塔。該枚砲彈落在砲塔頂裝甲板和前裝甲板的衔接处，貫穿9英寸（229）厚的頂裝甲板并在砲塔内爆炸，將前裝甲板炸飛，引發熊熊大火。Q砲塔内的所有人在爆炸中均非死即伤。哈維雖然也在爆炸中身受致命傷，仍然忠於職守。他發現砲塔的輸彈帶閘門仍然卡在開啟的狀態，如果不立即關閉，火焰將會沿输弹带迅速蔓延到下方的彈藥庫，引發的後續爆炸足以把獅子號一分為二，届时全舰官兵将断无生还之理。哈維立刻下令關閉彈藥庫閘門並对弹药库注水，避免其中贮藏的火藥发生爆炸。最後，他按照損管演習慣例，指示一名伤势较轻的中士到艦橋向艦長查特菲爾德報告，随即伤重倒地死亡。

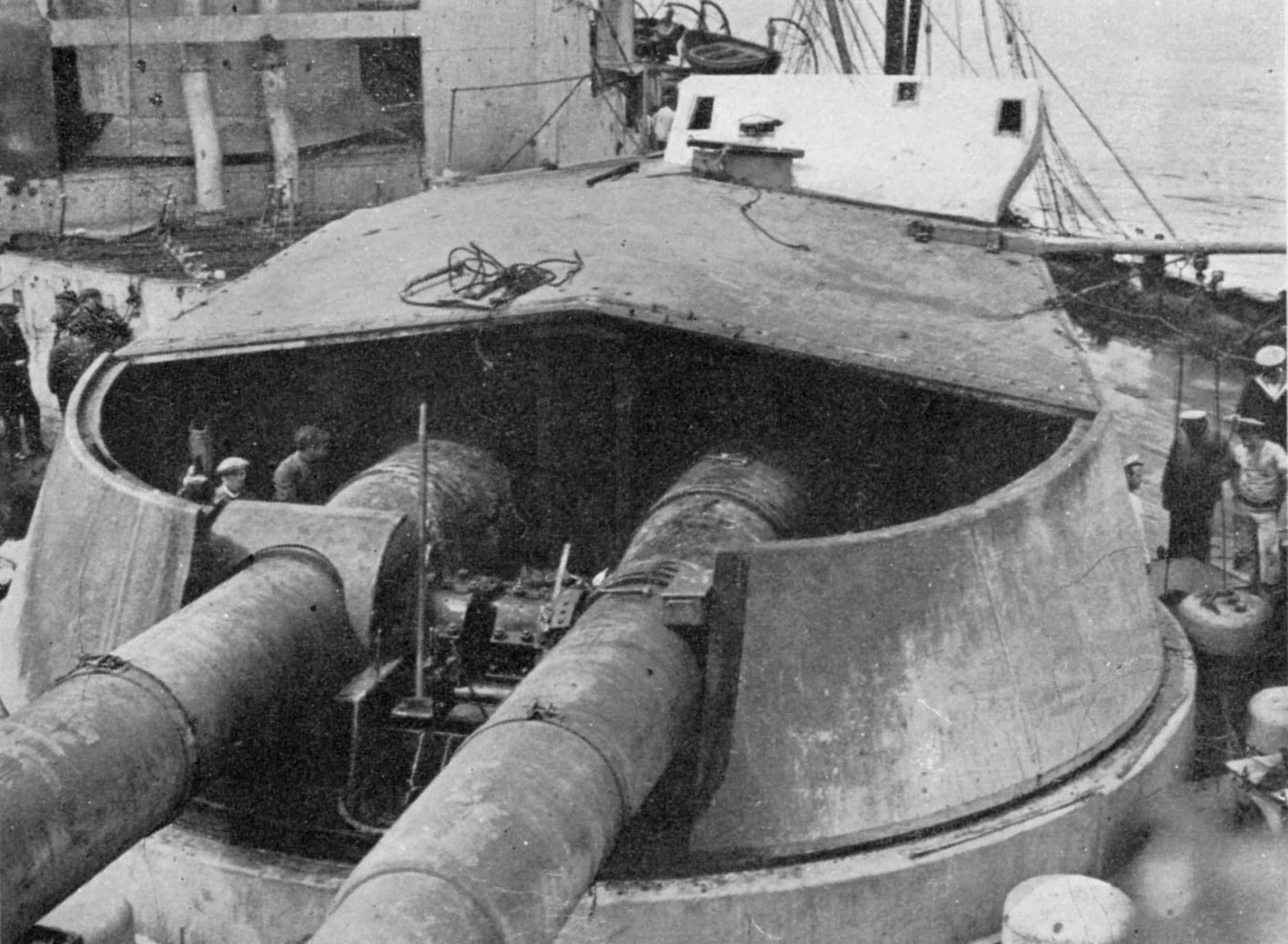
戰役後移除了損壞的裝甲頂板的Q砲塔

當獅子號Q砲塔中彈之後，查特菲爾德已經下令關上彈藥庫的閘門，并注水淹没彈藥庫，彈藥庫也在數分鐘內上鎖和被海水淹沒。損管小組也暫時撲滅了火警。不過，英軍的損管人員未有清理工作室和砲塔上方掉落的無煙火藥，許多船員仍留在砲彈室、彈藥庫和工作室內。不久，Q砲塔的火災死灰復燃，點燃了遺留的火藥，並在16時28分引發了大爆炸，導致砲塔內的軍兵死亡，這次爆炸的火舌有船桅一樣高。由於哈維和查特菲爾德的預防措施，獅子號最後僥倖避過一劫。事後調查發現，16時28分的爆炸將Q砲塔彈藥庫的閘門炸至嚴重變形，只是被門後的海水阻擋而沒有波及彈藥。相對之下，英軍艦隊的不倦號、瑪麗皇后號和無敵號都遭到類似的彈藥庫爆炸而迅速沉沒，死亡人數分別為1,013人、1,275人和1,032人。

## 紀念
哈維的焦屍在戰役結束後才從Q砲塔的残骸中取出，並與其他98名獅子號艦上阵亡水兵一起海葬。約翰·傑利科在海戰後的戰報特別表揚哈維的功績，並他在死後追授維多利亞十字勳章。1916年9月15日，哈維的遺孀埃迪在白金漢宮領取該勳章，授勳者是英王喬治五世。1973年，他的勳章由其子、英王步兵團的約翰·麥爾坎·哈維中校借給皇家海軍陸戰隊博物館展覽。哈維的名字也刻在替無墓者所立的查塔姆海軍紀念碑。

### 維多利亞十字勳章嘉獎令
皇家海軍陸戰隊輕裝步兵法蘭西斯·約翰·威廉·哈維少校

獲薦追授維多利亞十字勳章

作為Q炮塔內屈指可數的倖存者，他不顧身負重傷，憑着頑強意志和獻身精神，下令注水淹沒彈藥庫，從而挽救了該船。他於不久後死亡。

1916年9月15日《倫敦憲報》

## 註解
1. ↑  有的記述，例如佩雷特（Perrett），指哈維的雙腳因爆炸而斷了[16]，但史樂靈（Snelling）指出他死前還能走動[17]